# Mezinárodní společnost pro dynamické hry
Mezinárodní společnost pro dynamické hry (ISDG) je mezinárodní nezisková, profesní organizace pro rozvíjení teorie dynamických her.

## Historie
Společnost byla založena 9. srpna 1990 během konání 4. Mezinárodního sympozia o Dynamických hrách a jejich aplikacích, které se uskutečnilo na Helsinské Technologické Universitě ve Finsku. Společnost je řízena výkonnou radou, které předsedá prezident. Prvním prezidentem společnosti byl profesorem Tamer Basar. Dalšími prezidenty ISDG byli:
- Tamer Basar 1990-1994
- Alain Haurie 1994-1998
- Pierre Bernhard 1998-2002
- Georges Zaccour 2002-2006
- Geert Jan Olsder 2006-2008
- Leon Petrosyan 2008-2012
- Michèle Breton 2012-2016
- Vladimir Mazalov 2016-

## Cíle ISDG
- podporovat rozvoj a aplikace teorie dynamických her.
- šířit vědecké informace prostřednictvím pořádání sympozií, konferencí a pracovních setkání a publikováním vědeckých časopisů
- navázat spojení s mezinárodní vědeckou komunitou a zejména s dalšími společnostmi zabývajícími se teorií her, optimalizacemi, rozhodovacími a dynamickými systémy.

## Isaacs Award
Výkonná rada Mezinárodní společnosti pro dynamické hry se v roce 2003 rozhodla založit cenu za „vynikající příspěvek k teorii a aplikacím dynamických her“. Tato cena je udělována vždy dvěma vědcům při příležitost konání sympozia společnosti. Cena nese jméno Rufus Isaacs, jednoho ze zakladatelů teorie diferenciálních her. Laureáty této ceny jsou:
- 2004: Yo-Chi Ho & George Leitmann
- 2006: Nikolay Krasovskii & Wendell Fleming
- 2008: Pierre Bernhard & Alain Haurie
- 2010: Tamer Basar & Geert Jan Olsder
- 2012: Steffen Jørgensen & Karl Sigmund
- 2014: Eitan Altman & Leon Petrosyan
- 2016: Martino Bardi & Ross Cressman
- 2018: Andrzej Nowak & Georges Zaccour
- 2022: Pierre Cardaliaguet & Mabel Tidball
- 2024: Joel Brown & Roland Malhamé

## ISDG publikace
- Annals of the International Society of Dynamic Games (editor: Tamer Başar; vydavatelství Birkhäuser)
- Dynamic Games and Applications (hlavní editor: Georges Zaccour; vydavatelství Birkhäuser)
- International Game Theory Review (výkonný editor: David W. K. Yeung, editoři: Hans Peters, Leon A. Petrosyan; vydavatelství World Scientific Publishing Co. Pte. Ltd.)